# Procedeul colodiului umed

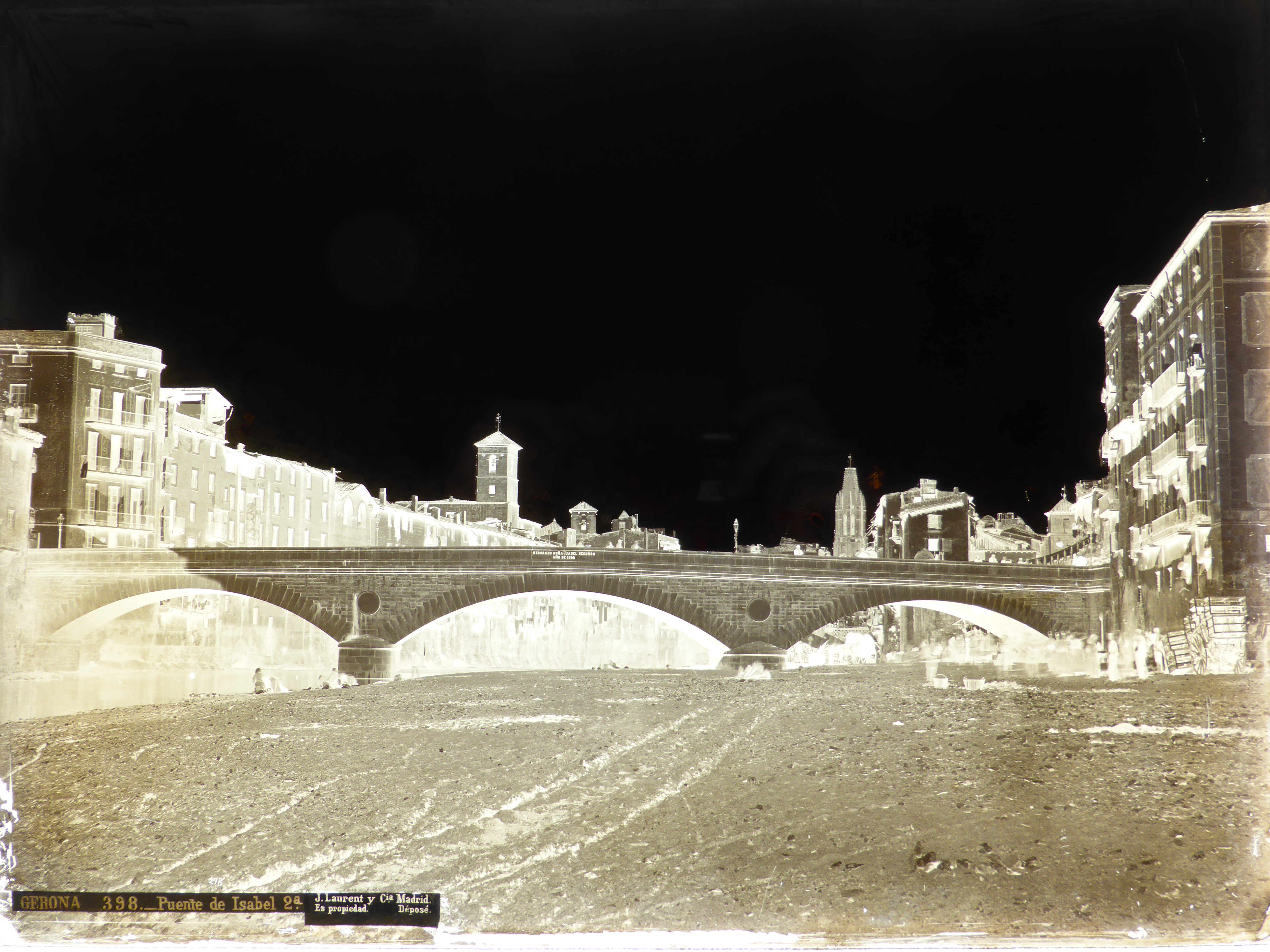
1867. Placă de colodiu umed. GERONA.- Puente de Isabel II. Ministerul Educației, Culturii și Sportului (Spania).

Procedeul colodiului umed este un proces fotografic timpuriu. Colodiul este o soluție obținută prin dizolvarea nitrocelulozei într-un amestec de eter și alcool și care, prin evaporare, lasă o peliculă aderentă.
Procedeul fotografic „Colodiu umed‟, în mare parte sinonim cu „procesul pe o placă umedă de colodiu”, necesită ca materialul fotografic să fie acoperit, sensibilizat, expus și dezvoltat într-un interval de aproximativ cincisprezece minute, necesitând o cameră întunecată portabilă pentru utilizare în teren. Colodiul este utilizat în mod normal în forma sa umedă, dar poate fi folosit și în formă uscată, cu dezavantajul că timpul de expunere va crește mult. Acest dezavantaj a făcut ca forma uscată să fie nepotrivită pentru munca obișnuită de portretizare a majorității fotografilor profesioniști ai secolului al XIX-lea. 
Prin urmare, utilizarea formei uscate a fost limitată în mare parte la fotografia de peisaj și alte aplicații speciale în care timpii de expunere de câteva minute erau tolerabili. 

## Descriere
Procesul fotografic al colodiului umed necesită ca placa de sticlă pe care va fi depus materialul fotografic să fie acoperită, sensibilizată, expusă și developată într-un interval de aproximativ cincisprezece minute, necesitând o cameră obscură portabilă, ce poate fi utilizată și pe teren, nu doar în laboratoare specializate. Colodiul este utilizat în mod normal sub formă umedă, dar poate fi, de asemenea, utilizat în umed („conservat”) sau sub formă uscată, această metodă necesitând un timp de expunere prelungit considerabil. Acest dezavantaj a făcut ca forma uscată a colodiului să fie considerată nepotrivită pentru portretele realizate de majoritatea fotografilor profesioniști din secolul al XIX-lea. Utilizarea colodiului în formă uscată a fost, prin urmare, limitată în cea mai mare parte la fotografia de peisaj și la alte aplicații speciale unde timpul de expunere îndelungat nu reprezintă o problemă.

## Istoria

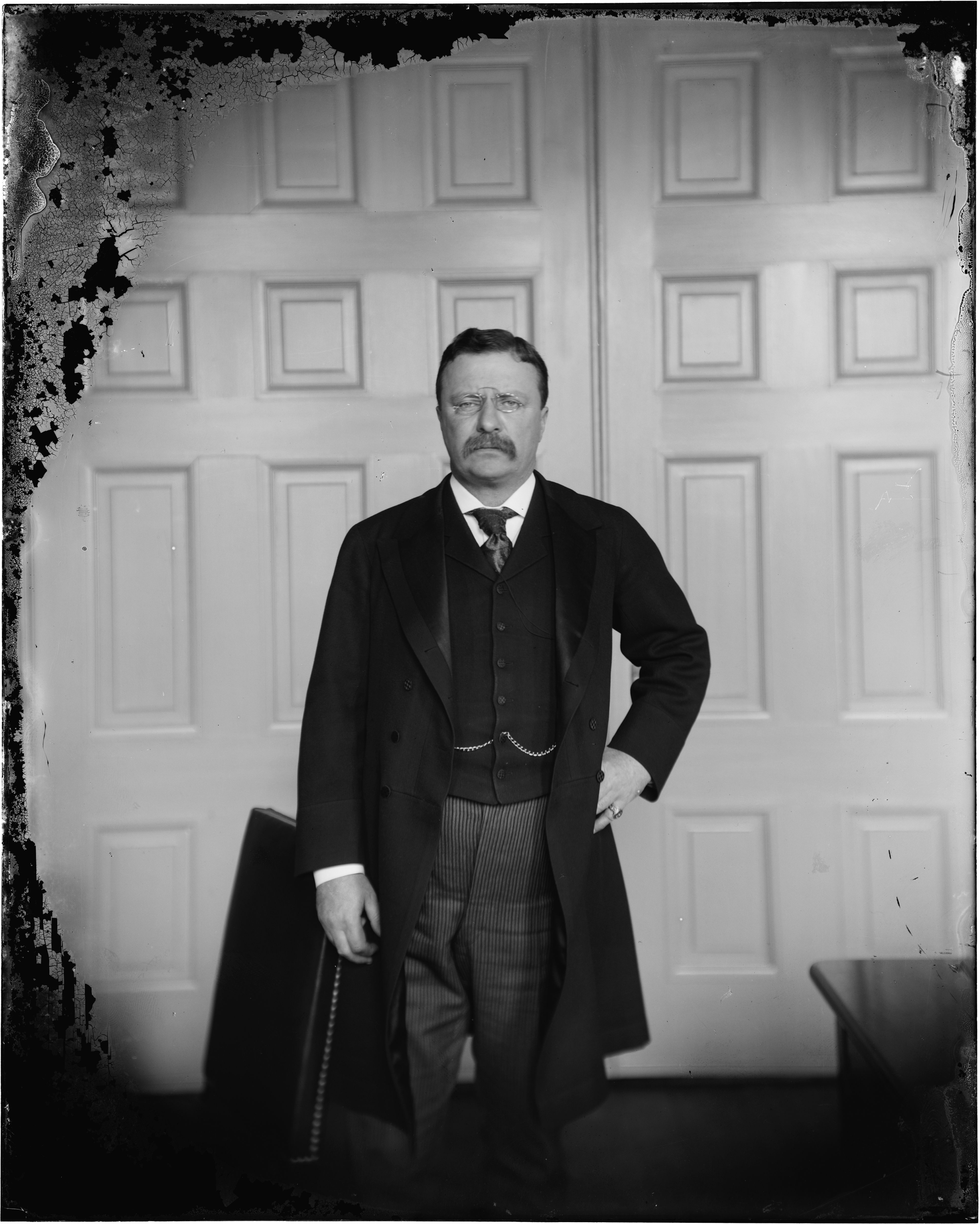
Acest portret al lui Theodore Roosevelt realizat pe placă uscată este similar cu un portret pe placă umedă, dar prezintă și diferențe substanțiale.

Tehnica fotografică  a colodiului a fost inventată în anul 1851, aproape simultan, de către Frederick Scott Archer și Gustave Le Gray. În deceniile următoare, mai mulți fotografi și experimentatori au îmbunătățit și definitivat procesul. Până la sfârșitul anului 1860 a ajuns să înlocuiască aproape în întregime primul procedeu fotografic practic, numit și dagherotip. 
În 1880, procedeul fotografic „Colodiu umed‟ a fost înlocuit în mare măsură de plăcile de gelatină uscată —plăci de sticlă cu o emulsie fotografică de halogenuri de argint suspendate în gelatină. Emulsia de gelatină uscată era nu doar mai convenabilă, dar putea, de asemenea, să fie sensibilizată mult mai ușor, reducând considerabil timpii de expunere.

## Avantaje

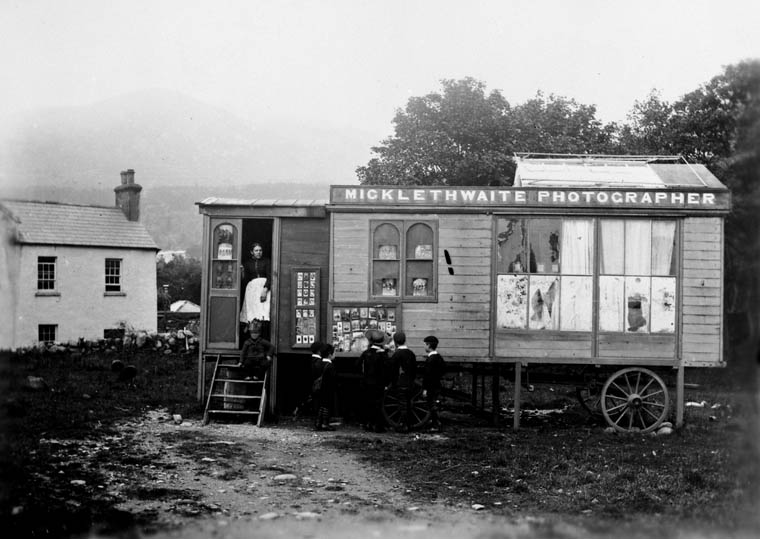
Un studio portabil de fotografie în secolul al XIX-lea în Irlanda. Procesul colodiului umed a dat naștere uneori unor camere obscure portabile, deoarece fotografiile trebuiau developate cât placa era încă umedă.

Procedeul fotografic „Colodiu umed‟ realizează o imagine negativă pe un suport transparent (de sticlă). Acest lucru reprezintă o îmbunătățire față de procesul de calotype, inventat de Henry Fox Talbot, care s-a bazat pe negative de hârtie și față de dagherotip, care producea imagini pozitive unice, ce nu puteau fi reproduse. Procedeul fotografic „Colodiu umed‟ îmbină astfel calități dezirabile ale procesului de calotype (permițând fotografului să facă un număr nelimitat de exemplare dintr-un singur negativ) și dagherotip (crearea unor fotografii de o calitate și claritate ce nu ar fi putut fi realizate cu negative de hârtie). Imprimarea în cadrul procesării „colodiu umed‟se făcea, de obicei, pe hârtie cu albumină. 
Procedeul fotografic „Colodiu umed‟ avea și alte avantaje în comparație cu tehnica dagherotip. Procesul era unul relativ ieftin, iar echipamentul de lustruire necesar pentru dagherotip putea fi înlăturat în întregime. Materialul folosit drept suport pentru imagini era de sticlă, aceasta fiind considerată mult mai puțin costisitoare decât cuprul placat cu argint, fiind de asemenea și mult mai durabilă decât negativele de hârtie. Procedeul fotografic „Colodiu umed‟ era considerat și rapid la acel moment, necesitând doar câteva secunde de expunere.

## Dezavantaje
Procedeul fotografic „Colodiu umed‟ avea un dezavantaj important constând în faptul că întregul proces fotografic, de la acoperire la developare, trebuia să fie realizat înainte ca placa să se usuce. Această condiție îi oferă fotografului aproximativ 10 minute pentru întregul proces, făcând astfel procesul unul greu de folosit pe teren din cauza camerei obscure portabile care este necesară. De pe plăcile preparate curgea deseori soluție de nitrat de argint, cauzând astfel pete și deformări ale aparaturii.
Un alt dezavantaj este reprezentat de baia de nitrat de argint, care devine treptat saturată cu alcool, eter, săruri de iodură, praf și diverse materii organice, pierzându-și astfel efectivitatea și cauzând probleme la developare. 